# Ларісса Пімента
Ларісса Пімента (1 березня 1999 , Сан-Вісенті, Сан-Паулу ) — бразильська дзюдоїстка, дворазова бронзова призерка Олімпійських ігор 2024 року.

## Виступи на Олімпіадах
| Олімпіада  | Дисципліна      | Місце |
| ---------- | --------------- | ----- |
| Токіо 2020 | до 52 кг        | 9=    |
| Токіо 2020 | змішана команда | 7=    |
| Париж 2024 | до 52 кг        | 3     |
| Париж 2024 | змішана команда | 3     |